# Orle (powiat wejherowski)
Orle (dodatkowa nazwa w j. kaszub. Òrlé) – wieś kaszubska w Polsce położona w województwie pomorskim, w powiecie wejherowskim, w gminie Wejherowo. Leży w pradolinie rzeki Redy na południowo-zachodnim krańcu Puszczy Darżlubskiej.
Wieś szlachecka położona była w II połowie XVI wieku w powiecie puckim województwa pomorskiego. W latach 1975–1998 miejscowość administracyjnie należała do województwa gdańskiego.
Wieś jest siedzibą sołectwa, w którego skład wchodzą również Gwizdówka, Pnie, Pryśniewo i Burch.
Orle leży na trasie nieeksploatowanej linii kolejowej Wejherowo-Choczewo-Lębork, która została otwarta w 1905 roku. Linia ta w latach 80. XX wieku miała stanowić element zelektryfikowanego połączenia do Elektrowni Jądrowej w Żarnowcu – perspektywicznego rozszerzenia sieci trójmiejskiej SKM. W ostatnich latach sieć trakcyjna została całkowicie zdemontowana, a ruch na linii zawieszony. Od 2007 roku rozważa się projekt ewentualnego przywrócenia ruchu pociągów na tej linii.
We wsi znajduje się szkoła podstawowa i kościół św. Piotra i Pawła, będący siedzibą parafii rzymskokatolickiej należącej do dekanatu Wejherowo w archidiecezji gdańskiej. W Orlu przeważa budownictwo jednorodzinne z XX wieku, a dawne zabudowania wsi pochodzące z II poł. XIX są sukcesywnie przebudowywane; niektóre już całkowicie zniknęły z krajobrazu wsi (np. dawny budynek szkoły).
Na obszarze sołectwa znajduje się także polodowcowe Jezioro Orle, pogłębione i powiększone w wyniku wydobywania złóż margli.
Komunikację z Bolszewem lub Wejherowem zapewniają dwie linie autobusowe organizowane przez MZK Wejherowo:
- Linia 4: Orle Szkoła / Orle Łąkowa – Wejherowo os. Fenikowskiego (pon. - pt.)
- Linia 5: Orle Szkoła / Orle Łąkowa – Wejherowo Szpital (cały tydzień)

Ludność miejscowości w latach:
- 1910 – 551 mieszkańców[7]
- 2006 – 1230 mieszkańców
- 2012 – 1643 mieszkańców
- 2014 – 1713 mieszkańców
- 2020 – 1968 mieszkańców
- 2022 –  2095 mieszkańców[8]
- 2023 –  2108 mieszkańców [9]